# Tomocerodes
Tomocerodes is een geslacht van vliesvleugeligen uit de familie Pteromalidae. De wetenschappelijke naam van dit geslacht is voor het eerst geldig gepubliceerd in 1916 door Girault.

## Soorten
Het geslacht Tomocerodes is monotypisch en omvat slechts de volgende soort:
- Tomocerodes americanus Girault, 1916